# Ведение больных со злокачественными новообразованиями
Злокачественные новообразования могут лечиться при помощи хирургических методов, лучевой терапии, цитостатической и/или цитотоксической химиотерапии, гормональной терапии, фотодинамической терапии, иммунотерапии, терапии моноклональными антителами, виротерапии с использованием онколитических вирусов. Существуют и находятся в стадии разработки также экспериментальные методы лечения рака.
Нередкой и даже общепринятой и рекомендуемой в большинстве случаев в онкологической практике является мультимодальная терапия — сочетанное (одновременное) или последовательное, поэтапное комбинированное применение нескольких методов лечения при лечении одной и той же злокачественной опухоли у одного и того же пациента.
Выбор конкретного метода или комбинации методов терапии злокачественных опухолей у конкретного пациента зависит и от локализации первичной опухоли и метастазов, и от гистологии, цитогенетики и иммунофенотипа опухолевых клеток, и от стадии опухолевого процесса, и от возможности полной хирургической резекции опухоли и метастазов, и от предполагаемой (на основании гистологической классификации, иммунофенотипа и цитогенетики опухоли) или известной (на основании ответа на пробную терапию) чувствительности данной конкретной опухоли к химиотерапии, лучевой терапии и к таргетным терапиям или моноклональным антителам. Кроме того, выбор метода или комбинации методов лечения зависит также от возраста и общего соматического состояния пациента, то есть от оценки онкологом предполагаемой способности пациента перенести назначенное (нередко весьма тяжёлое и токсичное) лечение без жизнеугрожающих осложнений.
В идеале целью лечения злокачественных новообразований является полное изничтожение (эрадикация) злокачественных клеток без причинения какого-либо вреда остальным тканям и организму в целом. Иногда (в ранних стадиях злокачественных опухолей некоторых типов) это достижимо с помощью хирургического удаления опухоли. Однако способность злокачественных опухолей инвазировать и инфильтрировать прилегающие ткани и давать микрометастазы по лимфатическим путям, кровеносным сосудам и вдоль анатомических образований (например, вдоль мышечных волокон, по ходу нервных стволов, вдоль костей) приводит к тому, что после хирургического удаления даже очень маленьких опухолей в начальных стадиях, без иного лечения, нередко через некоторое время возникают рецидивы, регионарные и отдалённые метастазы, казалось бы, полностью удалённой злокачественной опухоли. Это сильно ограничивает эффективность хирургического лечения злокачественных опухолей как единственного метода лечения, даже в начальных стадиях. И вынуждает к использованию предоперационной (неоадъювантной) и/или послеоперационной (адъювантной) лучевой и химиотерапии, с целью уничтожения всех потенциально возможных микрометастазов, девитализации («омертвления», некротизации) первичной опухоли, торможения её роста и метастазирования и профилактики возникновения рецидивов и локальных и отдалённых метастазов после радикального хирургического лечения.
Химиотерапия и лучевая терапия вынужденно причиняют существенный и необратимый вред не только злокачественной опухоли, но и нормальным, здоровым клеткам и тканям. Это ограничивает дозу радиации и химиопрепаратов сверху (так называемая «дозолимитирующая токсичность») и тем самым ограничивает их потенциальную эффективность в эрадикации злокачественных опухолей, особенно при больших размерах опухоли и метастазов, большой опухолевой массе, значительном распространении опухолевого процесса (то есть в поздних стадиях опухолевого процесса) или при плохом соматическом состоянии больного, низком индексе Карнофски, выраженном истощении (кахексии), в пожилом и старческом возрасте. Кроме того, ионизирующее излучение и химиотерапия сами могут служить причиной возникновения вторичных (то есть спровоцированных облучением или химиотерапией) опухолей в других органах, нередко через длительное время (годы и десятилетия) после успешного лечения первичной опухоли. Что ещё хуже, вторичные (спровоцированные лучевой и химиотерапией) опухоли обычно имеют быстрый рост и метастазирование и низкую чувствительность к ионизирующему излучению и химиотерапии, что и понятно с учётом причин и условий их возникновения (массивные повреждения ДНК ионизирующей радиацией и алкилирующими препаратами).
Поскольку существует множество различных видов злокачественных опухолей, то следует понимать, что существование (или создание) некоего магического лекарства, которое могло бы лечить все или множество различных видов злокачественных опухолей, принципиально невозможно, так же, как принципиально невозможно создание антибиотика, который бы помогал от всех видов бактериальных инфекций.
На ингибиторы ангиогенеза в своё время возлагались большие надежды онкологов, как на потенциальную «серебряную пулю», лечение, способное потенциально дать положительный эффект при многих различных видах злокачественных опухолей. Однако результаты практического применения этих препаратов оказались куда более скромными.

## Методы лечения злокачественных опухолей
Методы лечения злокачественных опухолей претерпевали эволюционные изменения по мере того как наше понимание закономерностей биологических процессов, лежащих в основе первичного канцерогенеза и последующего роста и развития опухолей, постоянно развивалось, уточнялось и обогащалось новыми знаниями. Первые операции по удалению злокачественных опухолей зафиксированы ещё в Древнем Египте. Первое документированное применение гормонотерапии при злокачественных опухолях отмечено в 1896 году. Первые попытки применения лучевой терапии для лечения злокачественных опухолей относятся к 1899 году с появлением рентгенотерапии. Впоследствии рентгенотерапия уступила место применению более направленных и менее повреждающих здоровые ткани методов лучевой терапии, таких, как телегамматерапия, брахитерапия, облучение протонами, нейтронами или электронами с использованием медицинских линейных ускорителей, применение меченых радиоактивными изотопами моноклональных антител. Появление химиотерапии датируется 40-50-ми годами XX века с появлением мехлоретамина (эмбихина), а затем новэмбихина, циклофосфамида и целого ряда других производных бис-b-хлорэтиламина.
Иммунотерапия в её примитивных формах (вакцина БЦЖ, S. pyogenes и др.) при лечении злокачественных опухолей применяется с XIX века, но только в XX и XXI веках получила настоящее развитие (применение интерферона, интерлейкинов, моноклональных антител, трансплантации костного мозга с использованием эффекта «трансплантат против опухоли»).
В последние десятилетия активно развивается молекулярная таргетная терапия злокачественных опухолей.
По мере того, как нам становятся известными все новые и новые факты о биологии злокачественных опухолей, развиваются и совершенствуются все новые и новые методы лечения, новые протоколы и режимы лучевой и химиотерапии, новые таргетные препараты, новые виды моноклональных антител. Все это направлено на то, чтобы повысить эффективность и переносимость лечения злокачественных опухолей, уменьшить токсичность и тяжесть лечения, повысить «точность попадания» в злокачественную опухоль и снизить вред для здоровых клеток и тканей, и как следствие повысить долгосрочную выживаемость и качество жизни онкологических больных.
Экспериментальный препарат DVC с триоксидом мышьяка (arsenic trioxide) разработанный казахстанско-американским биологом и профессором Nazarbayev University (NU) Досом Сарбасовым начал применяться на пациентах с третьей и четвертой стадией развития онкологии.

### Химиотерапия злокачественных новообразований
Классификация химиотерапевтических методов лечения:
По целям, преследуемым при назначении химиотерапии:
- Радикальная химиотерапия (преследующая цель полной эрадикации злокачественной опухоли и полного излечения заболевания);
- Циторедуктивная, или сдерживающая химиотерапия (преследующая цель уменьшения опухолевой массы, торможения, контроля и сдерживания или замедления роста и метастазирования опухоли и увеличения продолжительности жизни онкологического больного);
- Паллиативная химиотерапия (преследующая цель всего лишь снятия локального воспаления, отека и боли в зоне опухоли);
- Химиотерапия ожидания (проводится больным, дольше запланированного ожидающим трансплантации костного мозга, с целью поддержания состояния ремиссии и профилактики рецидива в период ожидания).

По временному отношению к оперативному или радикальному лучевому вмешательству (до или после него):
- Адъювантная химиотерапия (назначается после операции или радикальной лучевой терапии);
- Неоадъювантная химиотерапия (назначается до операции или радикальной лучевой терапии);
- Химиотерапия как единственный метод лечения (без операции или лучевой терапии), чаще всего при гемобластозах.

По количеству применяемых в протоколе химиотерапевтического лечения препаратов и методов (в том числе химиотерапевтических агентов, но не только их):
- Монохимиотерапия (химиотерапия одним препаратом);
- Полихимиотерапия (комбинированная химиотерапия с применением определённых комбинаций нескольких препаратов);
- Радиохимиотерапия (одновременное комбинированное применение химиопрепаратов и лучевой терапии);
- Иммунохимиотерапия (одновременное комбинированное применение химиопрепаратов и иммунопрепаратов — моноклональных антител, интерферонов);
- Гормонохимиотерапия (одновременное комбинированное применение химиопрепаратов и гормональных препаратов);
- Гормоноиммунохимиотерапия (одновременное комбинированное применение химиопрепаратов, гормональных препаратов и моноклональных антител).

По степени эметогенности:
- Низкоэметогенная химиотерапия;
- Умеренно эметогенная химиотерапия;
- Химиотерапия средней степени эметогенности;
- Высокоэметогенная химиотерапия;
- Чрезвычайно высокоэметогенная химиотерапия.

По степени общей и специфической органной токсичности (кардиотоксичности, миело/гематотоксичности (миелосупрессии), гепатотоксичности, нефротоксичности, нейротоксичности и др.):
- Низкотоксичная химиотерапия (часто рекомендуется больным пожилого и старческого возраста, больным в плохом соматическом состоянии, а также с паллиативной целью);
- Умеренно токсичная химиотерапия;
- Химиотерапия средней степени токсичности;
- Высокотоксичная химиотерапия (в частности, высоко миелосупрессивные и миелоаблативные режимы химиотерапии, применяемые при кондиционировании для трансплантации костного мозга);
- Чрезвычайно высокотоксичная химиотерапия.

По дозовой интенсивности:
- Низкодозная (низкоинтенсивная) химиотерапия (часто рекомендуется больным пожилого и старческого возраста, больным в плохом соматическом состоянии, а также с паллиативной целью);
- Химиотерапия стандартной дозовой интенсивности;
- Высокодозная химиотерапия (как правило, весьма миелосупрессивна, вплоть до полной миелоаблативности);
- Сверхвысокодозная химиотерапия (как правило, представляет собой модификации уже существующих режимов высокодозной химиотерапии с добавлением дополнительных химиотерапевтических агентов или с дополнительной эскалацией доз одного или нескольких агентов).

По степени обязательности химиотерапии в общем протоколе лечения онкологического больного с данной патологией и данной стадией опухолевого процесса:
- Облигатная (мандаторная, обязательная) химиотерапия;
- Рекомендуемая химиотерапия;
- Опциональная (необязательная) химиотерапия.

По отношению к существующим стандартным протоколам, гайдлайнсам и рекомендациям по ведению онкологических больных с данной патологией и данной стадией опухолевого процесса:
- Стандартная химиотерапия I линии;
- Химиотерапия резерва, применяемая в случае неэффективности, недостаточной эффективности, непереносимости или плохой переносимости химиотерапии I линии:
  - Стандартная химиотерапия II линии;
  - Стандартная химиотерапия III линии;
  - Стандартная химиотерапия IV линии;
- Экспериментальная (исследовательская) химиотерапия.